# Valea (okręg Hunedoara)
Valea – wieś w Rumunii, w okręgu Hunedoara, w gminie Zam. W 2011 roku liczyła 12 mieszkańców.